# Les Premiers Sapins
Les Premiers Sapins è un comune francese di 1 544 abitanti situato nel dipartimento del Doubs nella regione della Borgogna-Franca Contea. È stato istituito il 1º gennaio 2016 con la fusione dei comuni soppressi di Athose, Chasnans, Hautepierre-le-Châtelet, Nods, Rantechaux e Vanclans.